# Stannite
La stannite est une espèce minérale composée de sulfure de cuivre, fer et étain de formule Cu2FeSnS4, pouvant contenir des traces d'argent, zinc, germanium, cadmium et indium. 

## Historique de la description et appellations

### Inventeur et étymologie
La stannite fut décrite par François Sulpice Beudant en 1832. Son nom est dérivé du latin stannos qui désigne l’étain. Elle fut découverte en 1797 par le chimiste allemand Martin Heinrich Klaproth, qui a fait l’analyse chimique des premiers échantillons, mais n’a pas décrit l’espèce.

### Topotype
Le topotype se trouve à la mine Wheal Rock à St Agnes en Cornouailles, Angleterre.

### Synonymie
Il existe de nombreux synonymes pour cette espèce minérale :
- bolivianite (Pauly) ;
- étain pyriteux ;
- kassiterolamprite ;
- stannine ;
- volfsonite.

## Caractéristiques physico-chimiques

### Critères de détermination
La stannite présente un habitus massif, avec des cristaux opaques de forme pseudotétraédrique ou pseudododécaédrique. D'éclat métallique mat, sa couleur varie entre le gris acier et le noir, tirant parfois sur le verdâtre ou jaune brunâtre. Son trait est noir, sa cassure irrégulière et conchoïdale.

### Cristallochimie
La stannite est un dimorphe de la ferrokësterite.
Elle sert de chef de file à un groupe minéraux isostructuraux qui porte son nom, le groupe de la stannite :
| Minéral        | Formule              | Groupe ponctuel | Groupe d'espace |
| -------------- | -------------------- | --------------- | --------------- |
| Ferrokësterite | Cu2(Fe,Zn)SnS4       | 4               | I4              |
| Kësterite      | Cu2(Zn,Fe)SnS4       | 4               | I4              |
| Luzonite       | Cu3AsS4              | 42m             | I42m            |
| Permingeatite  | Cu3SbSe4             | 42m             | I42m            |
| Pirquitasite   | Ag2ZnSnS4            | 42m             | I42m            |
| Sakuraiite     | (Cu,Zn,Fe)3(In,Sn)S4 |                 |                 |
| Stannite       | Cu2(Fe,Zn)SnS4       | 42m             | I42m            |
| Velikite       | (Cu,Hg)11Sn4S16      | 42m             | I42m            |

Ce groupe contient le sous-groupe de la kësterite :
| Minéral    | Formule          | Groupe ponctuel | Groupe d'espace |
| ---------- | ---------------- | --------------- | --------------- |
| Briartite  | Cu2(Fe,Zn)GeS4   | 42m             | I42m            |
| Famatinite | Cu3SbS4          | 42m             | I42m            |
| Hocartite  | Ag2(Fe2+,Zn)SnS4 | 42m             | I42m            |
| Kësterite  | Cu2(Zn,Fe)SnS4   | 4               | I4              |
| Kuramite   | Cu3SnS4          | 42m             | I42m            |

### Cristallographie

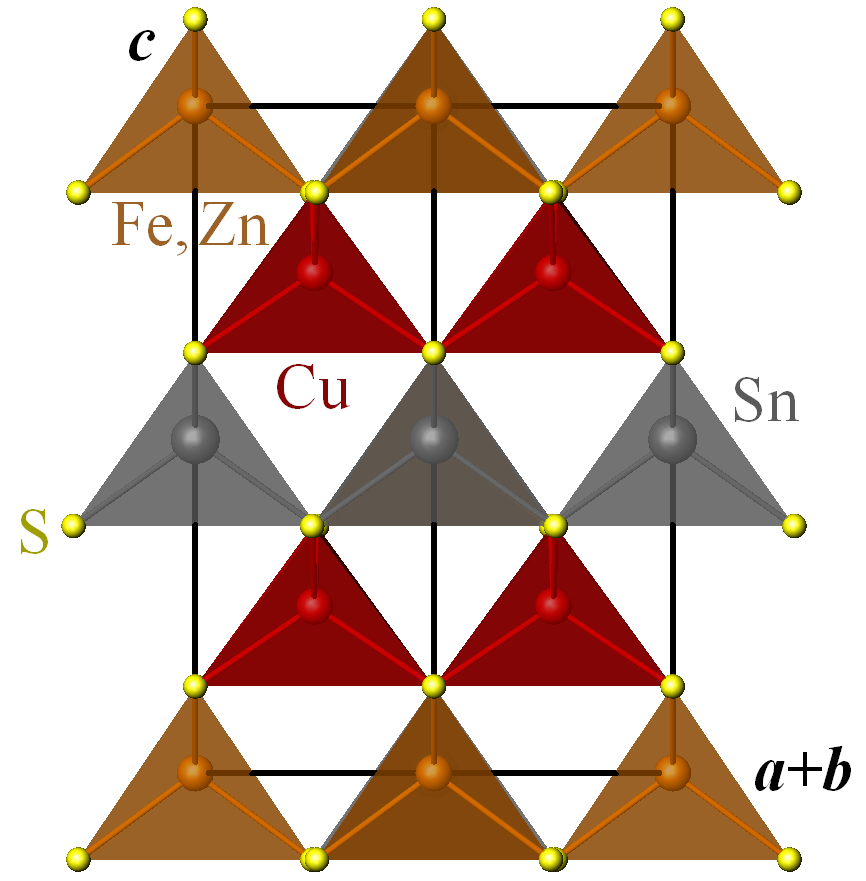
Structure de la stannite, projetée dans le plan (a+b, c). Rouge : cuivre, orange : fer, gris : étain, jaune : soufre.

La stannite cristallise dans le système cristallin quadratique, de groupe d'espace I42m (Z = 2 unités formulaires par maille conventionnelle).
- Paramètres de la maille conventionnelle : {\displaystyle a} = 5,449 Å, {\displaystyle c} = 10,757 Å (volume de la maille V = 319,39 Å3)
- Masse volumique calculée = 4,49 g/cm3

Tous les cations sont en coordination tétraédrique d'anions S2− et sont reliés entre eux par leurs sommets. Les anions S2− sont en coordination tétraédrique déformée et ont pour voisins deux cations Cu+, un cation Fe2+ et un cation Sn4+. Les longueurs de liaison sont Cu-S = 2,321 Å, Fe-S = 2,348 Å et Sn-S = 2,411 Å.
La structure de la stannite consiste en un empilement de couches A et B, A contenant les tétraèdres CuO4 et B contenant les tétraèdres FeO4 ou SnO4. Si on ne considère que les sites des cations en faisant abstraction des différences chimiques, ceux-ci forment un réseau quasiment cubique à faces centrées ({\displaystyle c} ≈ 2{\displaystyle a}), les anions S2− occupant la moitié des sites tétraédriques. Ainsi, la structure de la stannite est apparentée à celle de la sphalérite.

## Gîtes et gisements

### Gîtologie et minéraux associés
Dans les dépôts hydrothermaux et veines d’étain.

### Gisements producteurs de spécimens remarquables
- Angleterre
  - Wheal Rock, groupe West Wheal Kitty, St Agnes, St Agnes District, Cornouailles[6]
- Bolivie
  - Cerro Rico, Potosí
  - Mina Fabulosa, province de Larecaja, département de La Paz
- États-Unis
  - Mine Peerless, Keystone, comté de Pennington, Dakota du Sud[7]
- France 
  - Montredon-Labessonnie, Tarn[8]
  - Mine des Montmins (veine Ste Barbe), Échassières, Allier[9]
  - Mine de Montbelleux, Luitré, Ille-et-Vilaine[10]